# Bergdorf Goodman
Bergdorf Goodman Inc. é uma loja de departamentos americana de produtos de luxo, sediada na Cidade de Nova Iorque, fundada em 1899 por Herman Bergdorf. 2024, opera uma loja feminina e uma loja masculina localizadas em lados opostos da Quinta Avenida em Midtown Manhattan. É propriedade da Saks Global, um desmembramento da Hudson's Bay Company, desde 2024.

## História

### Fundação e primeiros anos (1899–1951)
A empresa remonta a 1899, quando Herman Bergdorf, um imigrante da Alsácia, abriu uma alfaiataria acima da Union Square, em Lower Manhattan.
Edwin Goodman, um jovem comerciante judeu americano de 23 anos, vindo de Lockport, Nova Iorque, mudou-se para Nova Iorque para trabalhar como aprendiz de Bergdorf. Em dois anos, Goodman havia reunido fundos suficientes para comprar parte da empresa, que foi renomeada para Bergdorf Goodman em 1901. Em 1906, a loja mudou-se para a Rua 32, perto da Quinta Avenida e da "Ladies' Mile". Enquanto Bergdorf preferia o local mais barato, Goodman venceu a disputa e acabou comprando a parte de Bergdorf na empresa. Bergdorf se aposentaria em Paris.
Em 1914, Goodman decidiu mudar-se para o norte e construiu um edifício de cinco andares na 616 Fifth Avenue, no local do atual Rockefeller Center. Nesse mesmo ano, introduziu o pronto para vestir, tornando a loja um destino para a moda americana e francesa.
Em 1928, a loja mudou-se para o local atual, na esquina da Quinta Avenida com a Rua 58, no Edifício Bergdorf Goodman, construído no local da Casa de Cornelius Vanderbilt II. Inseguro quanto ao sucesso da nova localização, Goodman projetou o edifício de forma que pudesse ser subdividido. Inquilinos iniciais incluíam Van Cleef & Arpels, a Grande Maison de Blanc e Dobbs the Hatter. Durante a Grande Depressão, Goodman comprou o edifício inteiro e, nos anos 1930, adquiriu as hipotecas dos edifícios vizinhos.

### Segunda geração (1951–1972)

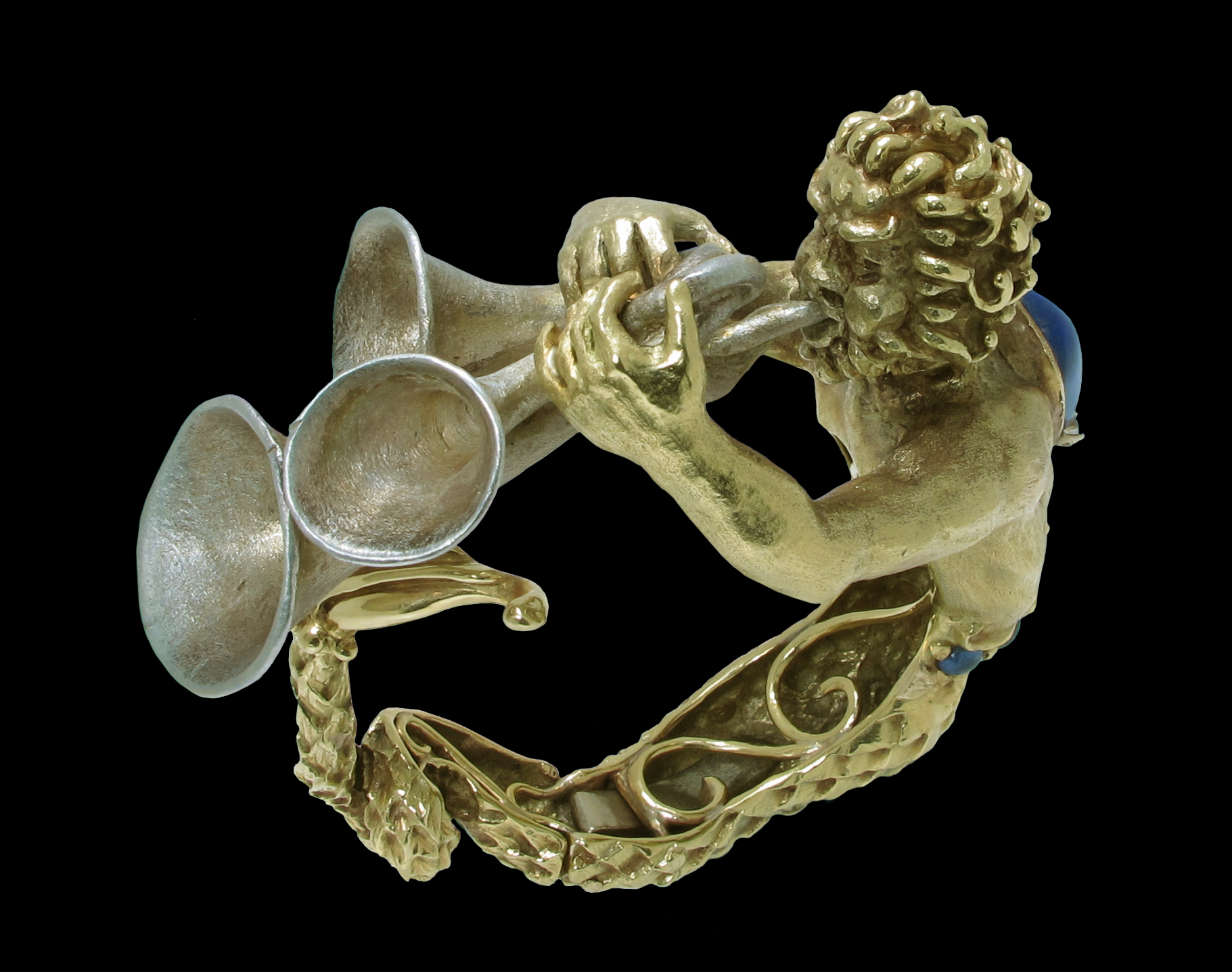
"The Neptune Bracelet", design de Alwand Vahan feito para a loja em 1969

Andrew, filho de Goodman, assumiu a presidência em 1951 e tornou-se diretor da empresa em 1953, após a morte do pai.
Durante seu mandato, foi inaugurado um salão de peles (chefiado por Emeric Partos entre 1955 e 1975), o perfume Number Nine foi lançado, e a linha de roupas Miss Bergdorf foi criada.
Houve expansões de US$ 1 milhão em 1959 e de US$ 2,5 milhões em 1967. Um plano de abrir filial em Chicago foi abandonado em 1967.

### Nova administração (1972–1990)
Em 1972, a Carter Hawley Hale Stores adquiriu a Bergdorf Goodman. Apesar de pressões para expansão, apenas uma filial foi aberta, em White Plains, e convertida em Neiman Marcus em 1980. A executiva Dawn Mello assumiu em 1975 e revitalizou a marca.
Em 1987, a empresa foi desmembrada para formar o Neiman Marcus Group, sediado em Dallas, Texas.

### Centenário e atualidade (1990–presente)
O CEO Ira Neimark expandiu a loja feminina três vezes. Em 1990, a loja masculina foi transferida para o antigo espaço da FAO Schwarz.
O edifício foi restaurado em 2002, e novas boutiques foram adicionadas em 2003. A loja masculina oferece marcas exclusivas como Loro Piana, Kiton, Brunello Cucinelli, Tom Ford, entre outros.
Em 2005, a Texas Pacific Group e Warburg Pincus adquiriram o grupo. Em dezembro de 2024, a Saks Global adquiriu a empresa.

## Na mídia e cultura popular
O documentário Dita and the Family Business (2001) e Scatter My Ashes at Bergdorf's (2013) destacam a loja. Aparece em filmes como How to Marry a Millionaire (1953), That Touch of Mink (1962), Arthur (1981), The Muppets Take Manhattan (1984), Sex and the City, Ocean's 8 (2018), e no desenho Neo Yokio.
Em 2019, E. Jean Carroll acusou Donald Trump de agressão sexual em um provador da loja. Em 2023, Trump foi considerado responsável por agressão sexual, mas não por estupro.